# Francisca Nazareth
Francisca Ramos Ribeiro Nazareth Sousa, också kallad "Kika" Nazareth, född 17 november 2002 i Lissabon, är en portugisisk fotbollsspelare (anfallare/mittfältare) som spelar för FC Barcelona. Hon har tidigare även spelat för SL Benfica.

## Landslaget
Nazareth var en del av det landslag som representerade Portugal i Europamästerskapet i Schweiz år 2025.